# Stazione di Yanagawa
La stazione di Yanagawa (梁川駅?, Yanagawa-eki) è una stazione ferroviaria della città di Ōtsuki, nella prefettura di Yamanashi, e serve la linea linea principale Chūō della JR East. Dista 77,6 km dal capolinea di Tokyo.

## Linee
East Japan Railway Company
■■ Linea principale Chūō

## Struttura
La stazione, realizzata in un edificio di legno, è dotata di un marciapiede a isola con due binari passanti in superficie. Fra i servizi disponibili nel fabbricato, servizi igienici, distributore automatico di biglietti e abbeveratoio, oltre al supporto alla bigliettazione elettronica Suica.
| 1 | ■ Linea principale Chūō | per Ōtsuki, Shioyama e Kōfu    |
| 2 | ■ Linea principale Chūō | per Hachiōji, Shinjuku e Tokyo |

## Stazioni adiacenti
| «                 | Servizio          | »                 |
| Linea Rapida Chūō | Linea Rapida Chūō | Linea Rapida Chūō |
| ----------------- | ----------------- | ----------------- |
| Shiotsu           | -                 | Torisawa          |